# 北海道ガス
- 北海道ガス
- 北海道瓦斯

北海道ガス株式会社（ほっかいどうガス、英: HOKKAIDO GAS CO.,LTD.、登記上の商号: 北海道瓦斯株式会社）は、北海道内を営業エリアとするガス会社である。
企業スローガンは「北のくらし、もっとできること。」（1993年 - 2010年までは「あったかを、あなたに、街に、そして未来に。」であった）。東京証券取引所プライム市場、札幌証券取引所上場。原料の天然ガスへの転換が終了している。
通常は「KITAGAS」「北ガス」（読みは「きたガス」。「ほくガス」ではない）と表記されることが多く、TVのCMにおいても「KITAGAS」「北ガス」と表記される。

## 歴史
- 1911年（明治44年）：公称資本金300万円で会社設立[2]。
- 1912年（大正元年）：札幌市・小樽市・函館市（客数：合計3,600件）でガス供給開始[2]。
- 1949年（昭和24年）：東京証券取引所に株式上場登録[2]。
- 1950年（昭和25年）：札幌証券取引所に株式上場登録[2]。
- 1961年（昭和36年）：第1回ガス展を札幌市・小樽市・函館市で開催[2]。札幌工場でTG式原油ガス発生装置完工（当社最初の石油系原料による装置）[2]。
- 1963年（昭和38年）：本社を東京から札幌に移転[2]。
- 1965年（昭和40年）：小樽工場にMS式低圧ガス発生装置完工[2]。石炭から石油系原料へのガス源転換完了[2]。
- 1969年（昭和44年）：函館地区の供給熱量を15.06978 MJ/m3 (3,600kcal/m3) から20.93025 MJ/m3 (5,000kcal/m3) に変更[2]。客数が合計10万件を突破[2]。
- 1974年（昭和49年）：札幌地区の供給熱量を15.06978 MJ/m3 (3,600kcal/m3) から20.93025 MJ/m3 (5,000kcal/m3) に変更[2]。客数が合計20万件を突破[2]。現場作業員のガス器具の調整過誤により一酸化炭素中毒事故が発生[3]、7人が死亡した[4]。
- 1976年（昭和51年）：函館営業所を新函館都市ガス株式会社に分離譲渡[2]。
- 1980年（昭和55年）：札幌工場にICI式高圧ガス発生装置建設完工[2]。
- 1983年（昭和58年）：客数が合計30万件を突破[2]。
- 1986年（昭和61年）：新函館都市ガス株式会社と合併[2]。
- 1987年（昭和62年）：客数が合計40万件を突破[2]。
- 1988年（昭和63年）：札幌・函館で大型ガスコージェネレーション稼動[2]。
- 1990年（平成2年）：エリアサービス全面展開[2]。石狩工場操業開始[2]。
- 1991年（平成3年）：『北ガス2010年ビジョン』を策定・発表[2]。
- 1993年（平成5年）：天然ガス導入を決定[2]。客数が合計50万件を突破[2]。新シンボルマーク・企業スローガン導入[2]。
- 1996年（平成8年）：札幌地区で天然ガス転換作業開始[2]。
- 1997年（平成9年）：千歳市ガス水道局（現・千歳市水道局）のガス事業を譲受し、千歳支社（現・千歳支店）開設[2]。千歳市が同社の供給エリアに編入される。
- 2001年（平成13年）：日本初のガスコジェネレーションによるマンション住宅専用部への電力供給開始[2]。
- 2002年（平成14年）：千歳地区で天然ガス転換作業開始、同年完了 (15.06978 MJ/m3 → 46.04655 MJ/m3) 。千歳工場廃止[2]。北信濃供給所開始[2]。
- 2003年（平成15年）：LNG（液化天然ガス）受入基地「函館みなと工場」着工。天然ガスパイプライン「札樽幹線」完工[2]。
- 2004年（平成16年）：石狩工場廃止[2]。
- 2005年（平成17年）：札幌地区の天然ガス転換作業完了 (20.93025MJ/m3 → 46.04655 MJ/m3) [2]。札幌工場廃止[2]。小樽地区の天然ガス転換作業完了 (15.06978 MJ/m3 → 46.04655 MJ/m3) [2]。小樽工場廃止[2]。塩谷供給所開始[2]。
- 2006年（平成18年）：LNG受入基地「函館みなと工場」操業開始[2]。
  - 北見市企業局のガス事業を譲受し、北見支店開設[2]。北見市が同社の供給エリアに編入される。
  - 函館地区の天然ガス転換作業完了 (20.93025 MJ/m3 → 46.04655 MJ/m3) [2]。函館工場廃止[2]。函館供給所開始[2]。
  - 室蘭ガス株式会社と資本提携及び業務提携を合意し発表。北ガスグループに編入。
  - パロマの事故を受け3年間で10億円を投じ安全装置未設置の風呂釜、湯沸器の下取りを実施し、対象となる機器設置してある顧客へダイレクトメールを発送したりマスメディアを使って買い替えを促す。
- 2007年（平成19年）：北見市都市ガス漏れ事故が発生。死者3名。サンポット（現・長府製作所）と共同でガスFF式ふく射暖房機を新発売し、販売開始。
- 2009年（平成21年）：北見LNGサテライト基地操業開始[2]。旭川ガス（江別地区）への天然ガス卸供給開始[2]。北見地区の天然ガス転換作業完了 (15.06978 MJ/m3 →46.04655 MJ/m3) し[2]、天然ガス全地域の転換が終了。地域総合チャネル新ブランド「北ガスフレアスト」営業開始[2]。
- 2012年（平成24年）：石狩LNG基地運転開始。
- 2013年（平成25年）：10月30日開催の取締役会において、株主優待制度の導入を決議。
- 2016年（平成28年）：4月1日より一般家庭向け電力自由化解放に伴い「北ガスのでんき」サービス開始。
- 2018年（平成30年）：北海道の企業チームとしては20年ぶりの新規創部となる、北海道ガス硬式野球部が発足[新聞 1]。小島啓民が監督、渡部勝美がヘッドコーチに就任。北ガス石狩発電所営業運転開始[5]。「北ガスのでんき」北海道本島全175市町村への供給を達成。
- 2019年（令和元年）：本社社屋落成・移転[6]。

### 今後の予定
札幌市内に分散している営業、管理などの部署や関連会社を集約し、業務効率化を図る。新しい本社ビルの地下には天然ガスで発電し、排熱を暖房や給湯に活用するコージェネレーション（コジェネ）設備を設置し、電力をまかなうとともに、2016年（平成28年）4月に参入した電力販売の電源としても活用する。

## ガス事業供給エリア
北海道ガスは札幌市、石狩市、北広島市、恵庭市、千歳市、小樽市、函館市、北斗市、北見市が供給区域となっており、室蘭市と登別市が関連会社の室蘭ガスの供給区域となっている。
それ以外の地域では、旭川市と江別市は旭川ガス、帯広市などは帯広ガス、釧路市と釧路町は釧路ガス、苫小牧市では苫小牧ガス、岩見沢市では岩見沢ガス、美唄市では美唄ガス、滝川市と砂川市では滝川ガスが都市ガスの供給を行っている。

### 事業所
- 本社 - 札幌市東区北7条東2丁目1-1
- 北4条事業所 - 札幌市中央区北4条東5丁目373
- 北5条事業所 - 札幌市東区北5条東5丁目1
- 南大通ビル - 札幌市中央区大通西10丁目4-132 南大通ビル東館
- 白石中央ビル - 札幌市白石区中央1条2丁目1-50
- 札幌東ビル - 札幌市厚別区大谷地東1丁目3-1
- 石狩LNG基地 - 石狩市新港中央4丁目3743
- 函館みなと工場 - 函館市港町3丁目19-8
- 北見工場 - 北見市中ノ島町1丁目3-12

支店
- 函館支店 - 函館市万代町8-1
- 小樽支店 - 小樽市入船4丁目33-1
- 千歳支店 - 千歳市清水町1丁目1-1
- 北見支店 - 北見市北7条東1丁目1-1

ショールーム
- 北ガスショールームSAGATIK（サガティック） - 札幌市中央区北1条東4丁目 サッポロファクトリー1条館3F

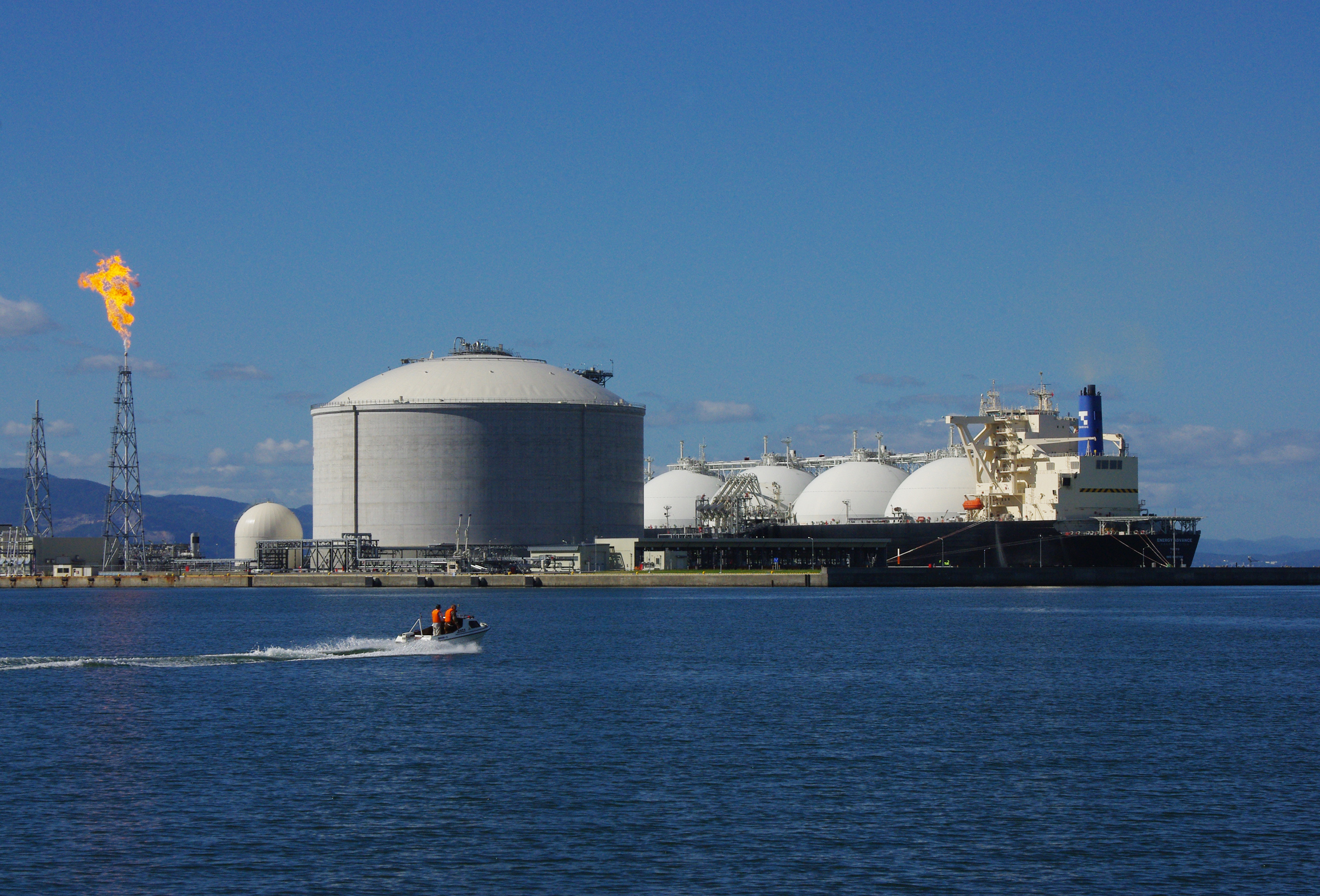
石狩LNG基地
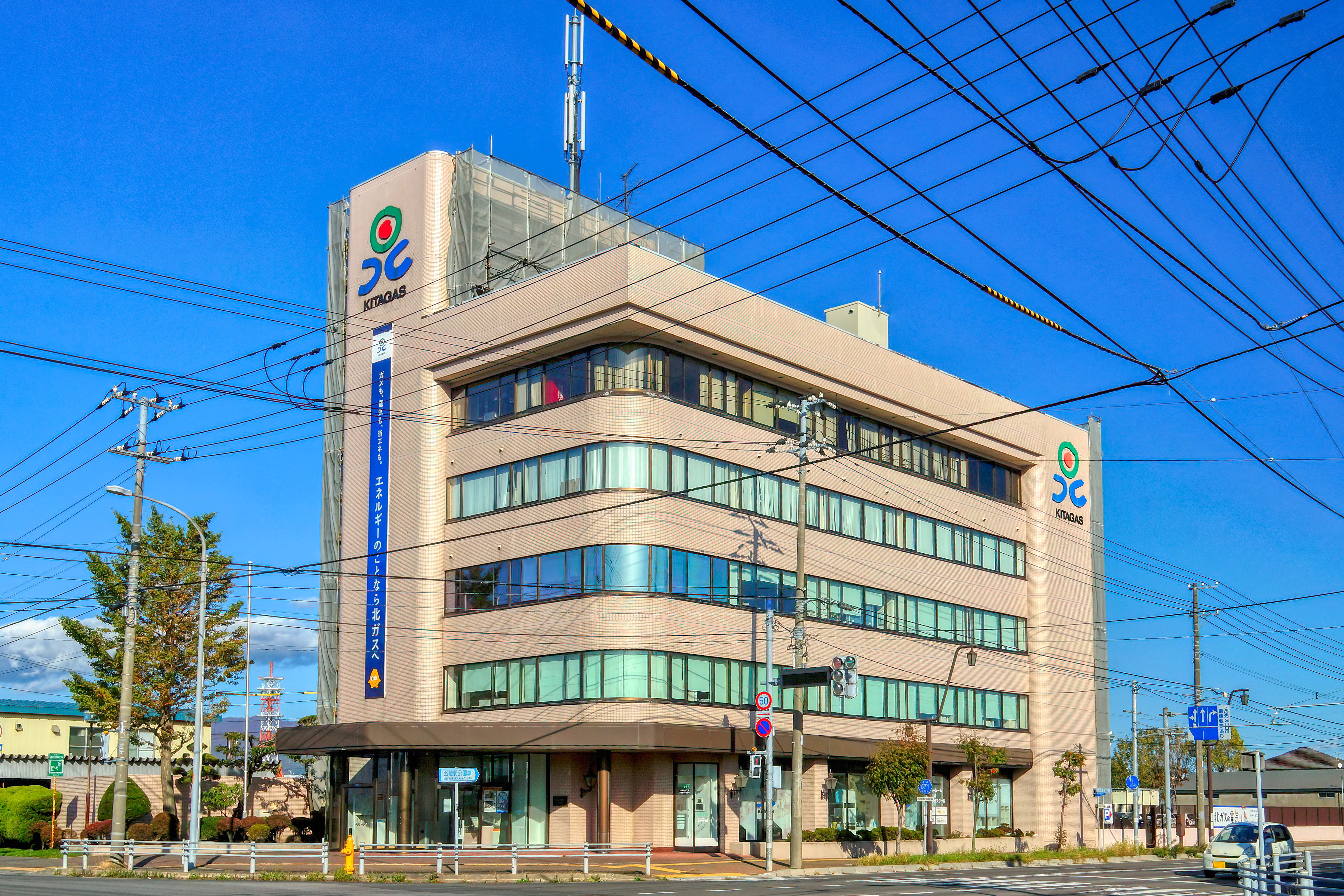
函館支店
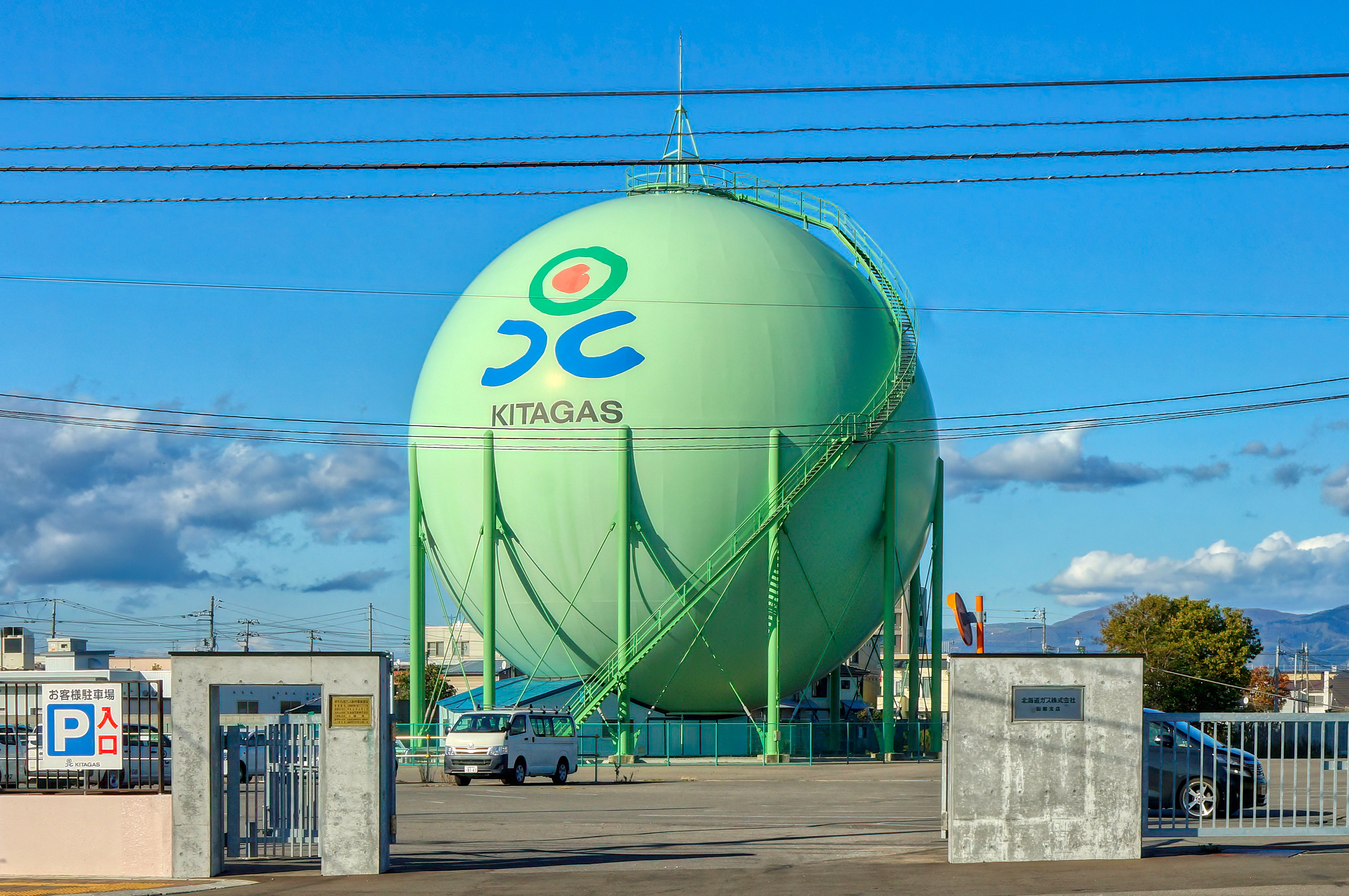
函館供給所（旧 函館工場）

## グループ会社
連結子会社
- 北ガスジェネックス - 札幌市東区伏古8条2丁目7-1
- 北ガスジープレックス - 札幌市白石区平和通15丁目南1-8
- 北ガスサービス - 札幌市中央区北3条東7丁目360-2
- エナジーソリューション - 小樽市築港11-7
- 北海道熱供給公社 - 札幌市中央区北4条西4丁目1-3 伊藤ビル6F
- 北海道LNG - 札幌市中央区大通西10丁目4-132 南大通ビル東館6F

持分法適用関連会社
- サッポロエネルギーサービス - 札幌市中央区北2条東4丁目1-2
- エネルギーサプライ - 北広島市大曲工業団地2丁目4-6
- 北ガスフレアスト北 - 札幌市東区北7条東6丁目18-21
- 北ガスフレアスト函館南 - 函館市豊川町22-13
- 北ガスフレアスト函館北 - 函館市桔梗町418-488
- 苫小牧バイオマス発電 - 苫小牧市晴海町40-4
- 釧路エルエヌジー - 釧路市西港1丁目98-10
- 石狩LNG桟橋 - 札幌市中央区大通西7丁目3-1
- 室蘭ガス - 室蘭市日の出町2丁目44-1

持分法非適用非連結子会社
- 北ガスフレアスト北見 - 北見市北7条東1丁目1-1

## これまでの提供番組
- JNNニュースの森（TBS・HBC、平日の全国ネット枠後半のローカルスポンサー枠で提供。曜日は不明。北海道ローカル）
- STVニュースToday - 札幌テレビで放送されていたローカルニュース番組（夕方枠）。6社提供のうちの筆頭スポンサーとして提供読みされていた。
- 日曜夕刊 - 18時20分以降のSTVローカルパートにおいて、ホーユーと共に長年提供を継続した。
- 真相報道 バンキシャ!（日本テレビ・STV、番組開始から2005年3月ごろまで18:08 - 18:25前後のローカルスポンサー枠で提供）
- 笑っていいとも!増刊号（フジテレビ・UHB、2004年 - 2005年ごろ10時台に提供。提供クレジットは「（ロゴ）北ガス」表記）
- ZIP!（日本テレビ・STV、2011年4月 - 2012年3月に毎週火曜日7:45 - 7:53頃のローカルスポンサー枠で提供。提供クレジットは「（ロゴ）KITAGAS」表記）

ほか多数。
その他の事例については、日本ガス協会の当該項目を参照。

### 新聞記事
1. ↑  “社会人野球：北海道ガスが創部”. 毎日新聞. (2018年4月19日) 2018年5月19日閲覧。